# 서울 흥천사 시왕도
흥천사 시왕도(興天寺 十王圖)는 대한민국 서울특별시 성북구에 위치한 사찰 흥천사에 있는 조선시대의 시왕도이다.
2018년 2월 8일 서울특별시의 유형문화재 제423호로 지정되었다.

## 지정 사유
흥천사 시왕도는 조선 왕실의 상궁들이 시주·발원하여 1885년 제작되었다. 각 인물의 표현, 뛰어난 지옥 묘사, 적색과 풍부한 금의 사용, 각종 기물, 호위신장들의 갑옷에 이르기까지 매우 완성도 높은 왕실발원 불화로서의 품격을 잘 보여주고 있다.
일부 방제가 누락되거나 그 내용 역시 일치하지 않는 것으로 미루어 패널에 오려 붙일 때 그 내용과 순서에 다소 혼동이 있어 후에 재개장이 필요할 것으로 보인다. 19세기 말 서울·경기지역에서 성행했던 대표적인 시왕도 금이 많이 사용된 당대의 완성도 높은 수준작으로 평가된다.
서울 지역의 시왕도 형식을 대표하는 작품에 속한다는 점에서 서울시 유형문화재로 지정하여 보호할 가치가 있다고 판단된다.

## 규격
- 1.3왕도 : 100×133, 99.5×133
- 2·4왕도 : 134.5×99.7, 134.5×100.5
- 5·7·9왕도 : 122.7×70.4, 122.7×74.5, 122.7×70.8
- 6·8·10왕도 : 72.2×122.4, 73.2×123.5, 72.5×121.5[1]

## 조사보고서
시왕도는 패널에 오려 붙인 형식으로, 열 명의 왕 중, 2왕 또는 3왕을 한 폭(점)으로 구성한 4폭(점) 형식이다. 지장시왕도를 중심으로 우측(향좌)으로 1왕·3왕도 1폭, 5왕·7왕·9왕도 1폭, 좌측(향우)으로 2왕·4왕도 1폭, 6왕·8왕·10왕도 1폭 등이 배치되는 것이 원칙이나 일부 방제가 누락되거나 그 내용 역시 일치하지 않는 것으로 미루어 패널에 오려 붙일 때 그 내용과 순서에 다소 혼동이 있었다고 생각된다. 즉, 1왕·3왕과 2왕·4왕의 방제가 뒤바뀌고 5왕인 염라대왕에는 제7태산대왕의 방제가 붙어있는 것이 확인되었다. 이는 원래 각 왕의 방제가 각 화면에 쓰여진 것이 아니라 두 화면에 걸쳐있는 것도 있다 보니 판넬에 오려 붙일 때 혼동이 된 것 같다. 따라서 원형의 장황을 복원해야할 필요성이 있다.
5·7·9왕도와 6·8·10왕도의 화기는 배접할 때 일부 잘려졌으나 “삼각산 흥천사 명부전에 봉안되었으며”, “상궁이 시주하였다”는 내용은 읽을 수 있다. 특히 “乙酉”의 “酉”가 남아있어 1885년에 제작된 것을 이번 조사에서 새롭게 확인할 수 있었다(도1).
이 시왕도(1885)는 19세기 말 서울·경기지역에서 성행했던 대표적인 시왕도에 속하며, 보광사 시왕도(1872), 화계사 시왕도(1878), 봉국사 시왕도(1898), 봉원사 시왕도(19세기말) 등과 유사한 도상을 보여준다. 화면의 상단에는 시왕을 중심으로 심판하는 장면이 그려지고 하단에는 지옥장면이 펼쳐져있다. 시왕이 있는 곳이 성 안쪽이고, 지옥형벌을 받는 곳이 성 바깥이라는 표현을 성벽과 구름 또는 산수, 성문 등으로 장면을 분할한 바, 이는 조선 후기 시왕도에서 성행하던 기법이다. 상단에는 병풍을 배경으로 시왕이 의자에 앉아 있는 모습이 큼직하게 묘사되었으며, 시왕 주위의 난간과 계단 아래쪽에 권속들이 시립하고 있다. 옥졸은 대부분 창과 같은 무기류를 들고 있으며, 판관은 복두를 쓰고 傘이나 扇 등, 동자는 벼루, 두루마리, 책, 천녀는 扇을 들고 있다. 하단은 거의 빈 공간이 없을 정도로 지옥의 형벌장면으로 채워져 있는데, 각대왕도 아래의 지옥장면은 다음과 같다.
1왕·3왕도(原 2왕·4왕) : 제1진광대왕의 지옥 내용은 죄인의 온 몸에 쇠말뚝을 박아 죽이는 4왕의 鐵床地獄이며, 이 옆은 방제가 없으나 제2초강대왕의 拔舌地獄을 묘사하였다. 나무에 망자의 머리카락과 손, 발을 묶고 입에서 혀를 길게 뽑아 옥졸이 그 위에서 소에게 쟁기를 매달아 끌고 있다. 이것은 바로 입으로 나쁜 업보를 지은 중생들이 혀를 뽑히고[拔舌地獄] 혀 위에서 소가 쟁기질하는 고통[耕舌地獄]을 받는 제2초강대왕을 묘사한 것이다. 따라서 방제는 각기 2왕·4왕인 초강대왕·오관대왕으로 바꾸어 붙여야한다.
5·7·9왕도 : 제9도시대왕도를 중심으로 좌우에 제7태산대왕도와 제5염라대왕도가 나타난바, 염라대왕에는 제7태산대왕의 방제가 붙어있고, 7·9왕도에는 방제가 없다. 제5왕도는 閻羅大王의 심판장면으로 평소 살생을 일삼는 자의 과보를 業鏡臺에 비추어, 업보대로 벌을 받는 장면이 표현되어 있다. 제7왕도는 망자가 49일째 심판을 받는 泰山大王의 심판장면과 寒氷地獄을 그린 것이다. 긴 칼을 들고 있는 옥졸들이 목에 칼을 쓴 망자들을 데리고 오는 모습과 입에서 찬 기운을 내뿜고 있는 옥졸로 인해 사방이 얼어붙은 곳에서 망자들이 추위에 떠는 장면이 나타나 있다. 제9왕도는 사후 1년째에 망자를 심판하는 都市大王의 왕청과 鉅解地獄, 業秤地獄을 묘사하였다. 판관들은 業秤의 양 끝을 잡고 망자의 죄의 무게를 달거나 두루마리를 들고 추를 쳐다 보고 있으며, 그 앞에서 옥졸이 칼을 들고 서있다. 이와 함께 鋸解地獄에서는 옥졸이 나무판 사이에 망자를 넣고 톱질을 하고 있다.
2·4왕도(原 1왕·3왕) : 향오른쪽은 제2초강대왕, 향왼쪽은 제4오관대왕인데, 제2초강대왕에 1왕의 내용인 확탕지옥을 표현했고, 제4오관대왕에는 3왕의 내용인 검으로 죄인이 죽임을 당하는 장면 등이 그려져 있다. 각 내용으로 미루어 방제는 1왕·3왕인 제1진광대왕·제3송제대왕으로 바꾸어 붙여야한다.
6·8·10왕도 : 제6변성대왕을 중심으로 좌우에 제8평등대왕과 제10오도전륜대왕이 배열되어 있다. 제6변성대왕 아래 칼날이 꽂혀있는 땅인 劍樹지옥이 묘사되어있다. 旁題가 없다. 제8평등대왕은 사후 100일째 되는 날 공평하게 罪福의 업을 심판한다. 鐵山이라는 커다란 바 윗덩어리 사이에 죄인을 넣고서 눌러 압사시키는 장면이 묘사되어있다. 제10오도전륜대왕 장면은 죽은 후 3년이 되면 마지막으로 열 번째의 오도전륜대왕에게 심판을 받은 후 다시 태어날 곳을 결정받는다. 하단에 六道輪廻를 상징하는 구름 같은 6줄의 띠가 공중에 퍼져나가고 있는데, 각각의 줄에는 축생도, 아귀도, 인간도 등 육도윤회하는 다음 생이 표현되어있다.
화기
- 5·7·9왕도 ... 酉..」神供..」日奉..」角山興..」冥府..」金魚..」化主..」引勸..」
- 6·8·10왕도 : 施主..」尙宮..」 張..」乾命..」淳..」泓..」

10장면이 담긴 4폭이 모두 남아 있는 시왕도(1885)의 화면은 한군데 찢어진 손상을 제외하곤 보존 상태가 양호한 편이다. 시왕도 중 1왕·3왕과 2왕·4왕의 방제가 뒤바뀌고 5왕인 염라대왕에는 제7태산대왕의 방제가 붙어있는 것이 확인되었다. 이는 원래 각 왕의 방제가 각 화면에 쓰여진 것이 아니라 두 화면에 걸쳐있는 것도 있다 보니 판넬에 각 왕의 방제를 오려 붙일 때 그 내용과 순서에 혼동이 있었던 것 같다. 따라서 화계사의 시왕도(1878)를 참조하여 원형의 장황을 복원해야할 필요성이 있다.
이 시왕도(1885)는 19세기 말 서울·경기지역에서 성행했던 대표적인 시왕도에 속한다. 특히 서울시 유형문화재인 화계사 시왕도(1878)와 마찬가지로 상궁들이 참여하여 시주·발원한 바, 금이 많이 사용된 당대의 완성도 높은 수준작으로 평가된다. 반면 화계사 시왕도는 현재 6·8·10왕도 1폭이 결실되었으나 이 시왕도는 4폭 전부 10장면의 시왕도가 남아있다는 점에서 비교된다. 각 인물의 표현, 뛰어난 지옥 묘사, 적색과 풍부한 금의 사용, 각종 기물, 호위신장들의 갑옷에 이르기까지 매우 정교한 완성도 높은 왕실발원 불화로서의 품격을 잘 보여주고 있는데 조선말기 서울지역의 시왕도 형식을 대표하는 작품에 속한다는 점에서 서울시 유형문화재로 지정하여 보호할 가치가 있다고 판단된다.

## 갤러리

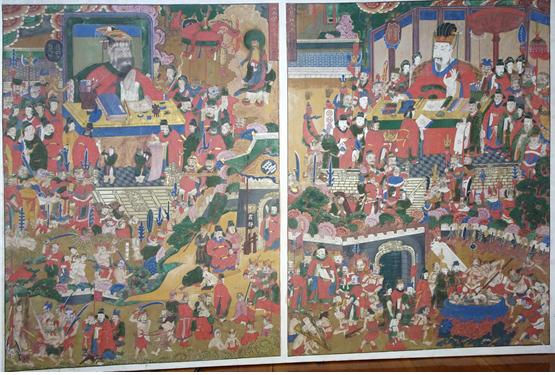
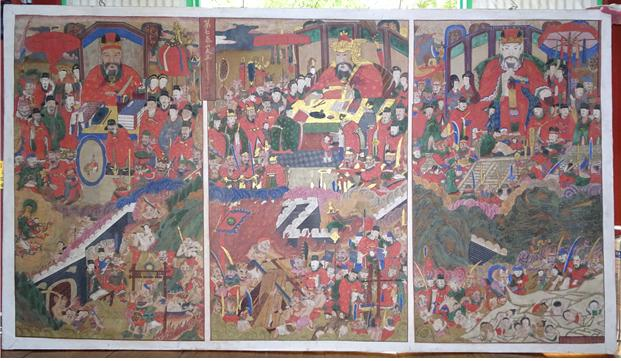
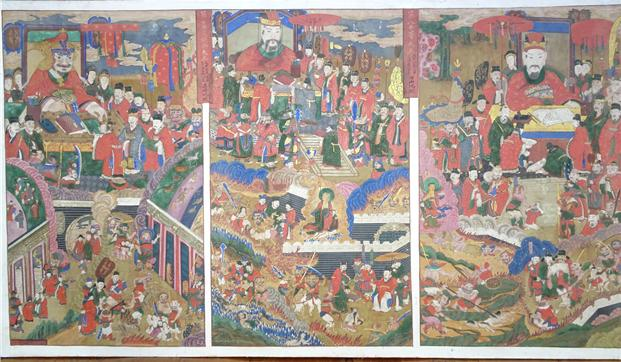

## 참고 문헌
- 서울 흥천사 시왕도 - 국가유산청 국가유산포털